# Мерљаки
Мерљаки (словен. Merljaki, итал. Merliachi) су некадашње насеље у општини Ренче-Вогрско, Горишка регија, Словенија.

## Историја
До територијалне реорганизације у Словенији били су у саставу старе општине Нова Горица. 1998. године насеље је укинуто и припојено насељу Ренче.

## Становништво
| Број становника према пописима |
| ------------------------------ |
| 1991                           |
| 299                            |

Напомена: До 1993. исказивано под именом Мрљаки. Године 1998. укинут и припојен насељу Ренче.